# 阿尔比亚泰
阿尔比亚泰（義大利語：Albiate），是意大利蒙萨和布里安萨省的一个市镇。总面积3平方公里，人口6153人，人口密度2051.0人/平方公里（2009年）。ISTAT代码为015006。